# KDE Plasma 6
KDE Plasma 6 — шоста версія середовища стільниці, створена спільнотою KDE для систем Linux та FreeBSD. Є наступником KDE Plasma 5. Випуск відбувся 28 лютого 2024 року. Ключовою зміною в KDE Plasma 6 є перехід на Qt 6, зміна деяких базових налаштувань, видалення застарілих можливостей та постачання оновленого базового набору бібліотек та компонентів KDE Frameworks 6. "З коробки", в Plasma 6 пропонується сеанс, що використовує композитор Wayland, новий інтерфейс перемикання між задачами та «плавучий» режим панелі.

## Загалом
KDE Plasma 6 була створена не для того, щоб бути великою заміною KDE Plasma 5 в дизайні, натомість, це- велике виправлення багів. KDE Plasma 6 створена з використанням KDE Gear 24.02, Qt6 та KDE Frameworks 6. Використовує Wayland як стандартний, X11 став другорядним. Нова звукова тема Ocean замінює застарілу Oxygen.

## Нові функції
Основне, що було додано в шостій версії в порівнянні з п'ятою
- З 6 версії KDE Plasma з'явилася плаваюча панель завдань, увімкнена з початку.
- В календарі був доданий Мусульманський календар.
- Підтримка звукових тем.
- Підтримка сканеру відбитків пальців та використання паролю в один час(?).

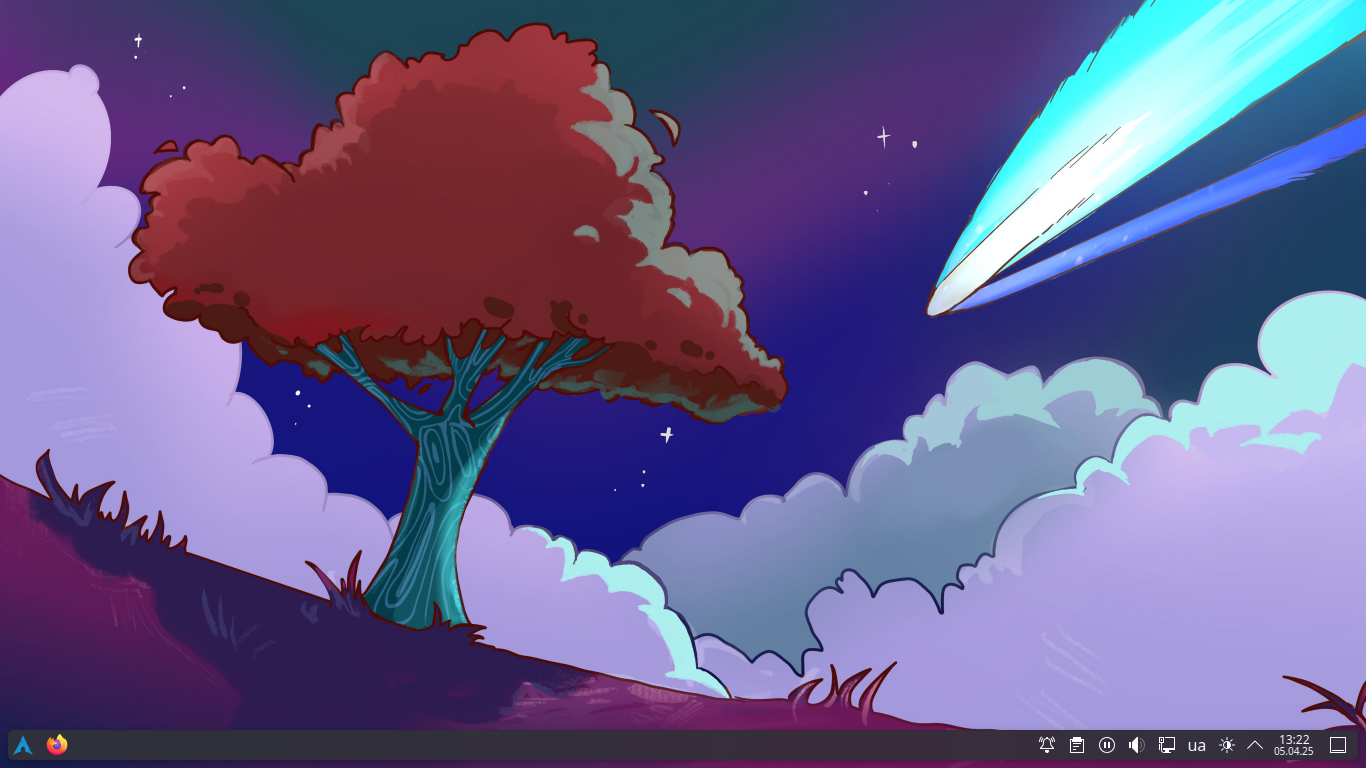
KDE Plasma 6 з Arch Linux

## Випуски
| Випуски KDE Plasma 6                                                        | Випуски KDE Plasma 6 | Випуски KDE Plasma 6 |
| Версія                                                                      | Дата                 | Основні зміни |
| --------------------------------------------------------------------------- | -------------------- | --- |
| 6.0                                                                         | 28 лютого 2024       | Перший випуск. |
| 6.1                                                                         | 18 червня 2024       | Можливість запускати віддалену стільницю з програми «Системні параметри». Під час робити з Wayland є можливість «запам'ятовувати» відкриті програми та їх розташування з останнього сеансу, як у сервері X11. Підтримка синхронізації кольорів світлодіодів кнопок клавіатури із кольоровим акцентом стільниці. |
| 6.2                                                                         | 8 жовтня 2024        | Нові функції для графічних планшетів. Покращене керування яскравістю для профілів HDR та ICC. Нові можливості керування живленням. |
| Стара версіяСтара версія, все ще підтримуєтьсяОстання версіяМайбутній реліз |                      | |